# Sint-Hubertuskapel (Thorn)

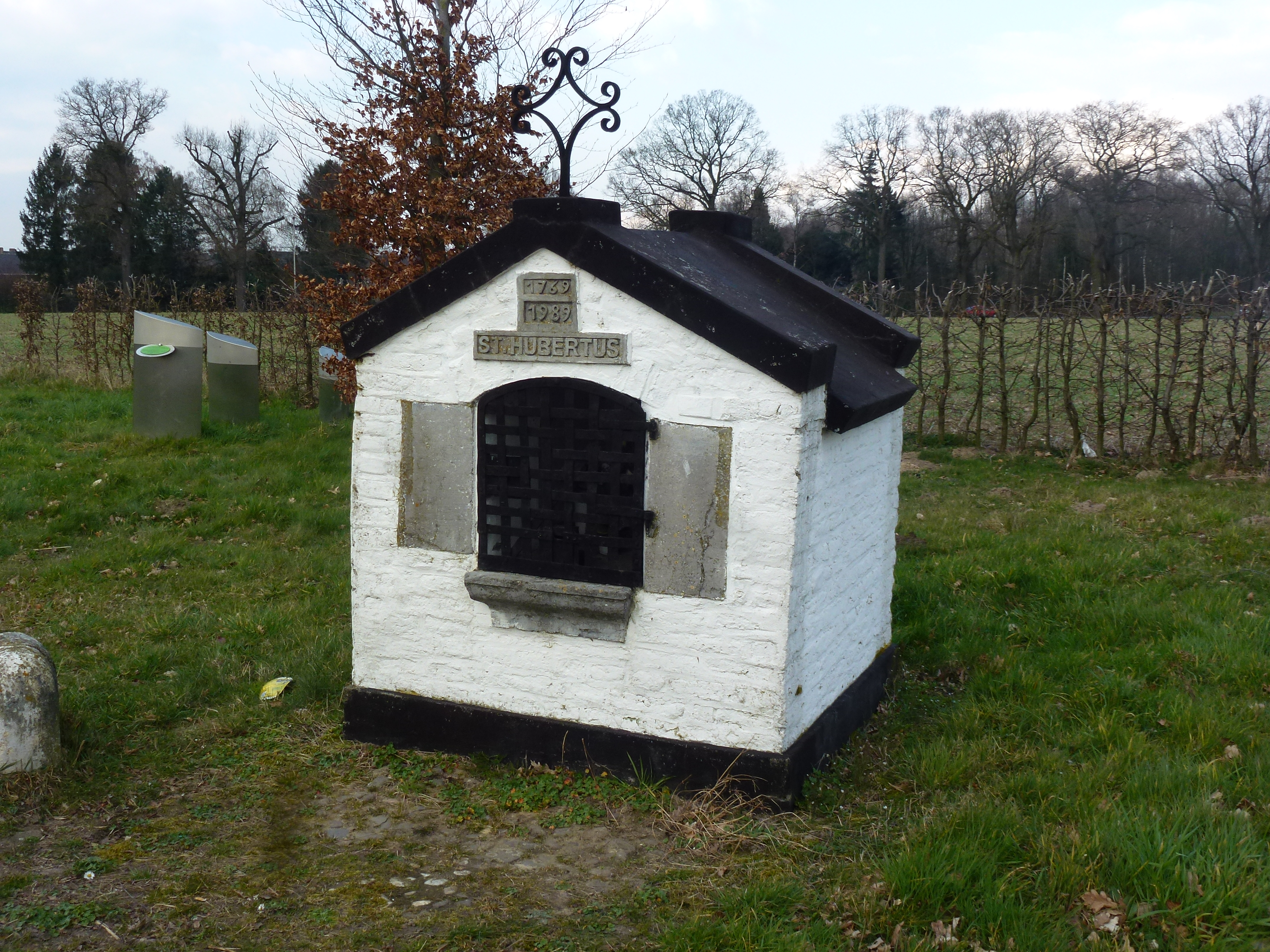
Sint-Hubertuskapel

De Sint-Hubertuskapel is een wegkapel te Thorn in de Nederlandse gemeente Maasgouw. De kapel staat ten noordwesten van het dorp nabij Ittervoort vlak voor de gemeentegrens aan de splitsing van de Heerbaan met de Ittervoorterweg.
Op ongeveer 725 meter naar het oosten staat de Loretokapel (Kapel Onder de Linden) en op ongeveer 850 meter naar het zuidoosten staat de Sint-Nepomucenuskapel.
De kapel is gewijd aan de heilige Hubertus van Luik.

## Geschiedenis
In 1769 werd de kapel gebouwd.
In 1823 en 1989 vonden er restauraties plaats.
In november 1979 werd de kapel ingeschreven in het rijksmonumentenregister.

## Bouwwerk
Voor de kapel ligt er een bestrating van Maaskeien en kinderkopjes waarin een kruis gelegd is.
De wit geschilderde bakstenen kapel op zwarte plint is een niskapel van amper 150 centimeter hoog, gebouwd op een rechthoekig plattegrond en gedekt door een donker verzonken zadeldak van zwart geschilderde betonplaten. De frontgevel en achtergevel zijn een puntgevel met op de top van de frontgevel een smeedijzeren kruis. Boven de nis zijn er gevelstenen ingemetseld met daarin onder elkaar 1769, 1989 en ST. HUBERTUS.. Aan de achterzijde bevindt zich een hardstenen plaat met de tekst: Hier offert men ter eeren van S Hubertus I 1769 M.
In de frontgevel bevindt zich de segmentboogvormige nis deels omgeven door hardsteen. De nis wordt afgesloten met een hekje van gevluchten ijzer en is aan de binnenkant wit gepleisterd. In de nis staat een beeldje van Sint-Hubertus die de heilige toont gekleed als bisschop terwijl die met zijn linkerhand een kruishoorn vasthoudt en bij zijn rechtervoet een hert ligt.